# Enargia juncta
Enargia juncta là một loài bướm đêm trong họ Noctuidae.